# Smidt Róbert
vitéz Smidt Róbert (Párkány, 1966. –) fafaragó.

## Életpályája
Szőgyénben él és alkot. Az általános iskola elvégzése után 1981–1985 között a Komáromi Építőipari Szakközépiskolában tanult. 1995 óta dolgozik fával.

### Munkássága
Képzőművészeti tevékenységét kezdetben grafikák, festmények alkották. Munkáiban az elfeledett népi díszítő elemeket és azok mondanivalóját ötvözte saját érzelmeivel. Munkásságának fő jelmondata: „Múlt nélkül nincsen jelen és jövő sem”. Műhelyéből magyarkapuk, templombelsők, oltárok, domborművek, haranglábak, szabadtéri színpadok, térplasztikák, síremlékek és belső berendezési tárgyak kerültek ki.

## Köztéri művei
- Árpád (Pilisszántó, 2007)
- Atilla (Pilisszántó, 2007)
- Nimród (Pilisszántó, 2007)
- Mátyás (Pilisszántó, 2008)
- Boldog Özséb (Pilisszántó, 2008)
- Szent László (Pilisszántó, 2008)
- Szent István (Pilisszántó, 2008)
- Boldogasszony-szobor (Pilisszántó, 2011)
- Szent István 3. gyalogezred emlékére (Tata, 2011)

## Díjai
- Tata díszpolgára (2012)[2]
- Magyar Bronz Érdemkereszt (2016)